# Liste de peintures de Léon-François Comerre
Cette page dresse la Liste des peintures de Léon-François Comerre, peintre français du XIXe siècle.

## Liste
| Tableau | Titre                                                                 | Date      | Dimensions        | Notes                                                                              | Lieu de conservation                                             |
| ------- | --------------------------------------------------------------------- | --------- | ----------------- | ---------------------------------------------------------------------------------- | ---------------------------------------------------------------- |
|         |                                                                       |           |                   |                                                                                    |                                                                  |
|         | Portrait d'Alphonse Cordonnier                                        | 1869      | 40 × 32,5 cm      |                                                                                    | Palais des beaux-arts de Lille                                   |
|         | Les Adieux d'Œdipe aux cadavres de sa femme et de ses fils            | 1871      | 114 × 146 cm      | Tableau concurrent du prix de Rome en 1871                                         | Collection particulière                                          |
|         | Le chef gaulois Brennus met son père dans la balance (esquisse)       | 1872      | 33 × 41 cm        |                                                                                    | Paris, École nationale supérieure des beaux-arts                 |
|         | Figure peinte                                                         | 1872      | 81 × 65 cm        |                                                                                    | Paris, École nationale supérieure des beaux-arts                 |
|         | demi-figure peinte                                                    | 1872      | 100 × 81 cm       |                                                                                    | Paris, École nationale supérieure des beaux-arts                 |
|         | Scène du déluge (esquisse)                                            | 1872      | 27 × 35 cm        |                                                                                    | Musée des beaux-arts de Nantes                                   |
|         | Scène du déluge (esquisse)                                            | 1872      |                   |                                                                                    | Collection particulière                                          |
|         | Scène du déluge                                                       | 1872      |                   | Tableau concurrent du prix de Rome en 1872.                                        | Localisation inconnue, autrefois à Douai, musée de la Chartreuse |
|         | Figure peinte                                                         | 1873      | 81 × 65 cm        |                                                                                    | Paris, École nationale supérieure des beaux-arts                 |
|         | La Captivité des Juifs à Babylone                                     | 1873      | 113 × 146 cm      | Tableau concurrent du prix de Rome en 1873.                                        | Collection particulière                                          |
|         | Figure peinte                                                         | 1874      | 81 × 65 cm        |                                                                                    | Paris, École nationale supérieure des beaux-arts                 |
|         | Le Sourire                                                            | 1874      | 55 × 46 cm        |                                                                                    | Paris, École nationale supérieure des beaux-arts                 |
|         | La Mort de Timophane                                                  | 1874      | 146 × 115,5 cm    | Tableau concurrent du prix de Rome en 1874                                         | Palais des beaux-arts de Lille                                   |
|         | L'Annonce aux bergers (esquisse)                                      | 1875      | 24 × 19 cm        |                                                                                    | Paris, École nationale supérieure des beaux-arts                 |
|         | L'Annonce aux bergers                                                 | 1875      | 145 × 113 cm      | Prix de Rome de 1875                                                               | Paris, École nationale supérieure des beaux-arts                 |
|         | La Promenade du dimanche                                              | 1875      | 199 × 126 cm      |                                                                                    | Collection particulière                                          |
|         | Cassandre (esquisse)                                                  | 1875      | 60 × 33 cm        |                                                                                    | Collection particulière                                          |
|         | Cassandre                                                             | 1875      | 132 × 200 cm      |                                                                                    | Collection particulière                                          |
|         | L'Annonce aux bergers (réduction esquissée)                           | 1876      | 48 × 37,5 cm      |                                                                                    | Trélon, mairie                                                   |
|         | Junon (esquisse)                                                      | 1878      | 38 × 42 cm        |                                                                                    | Collection particulière                                          |
|         | Junon                                                                 | 1878      | 166 × 187 cm      |                                                                                    | Musée des beaux-arts de Dunkerque                                |
|         | Portrait d'André Wormser                                              | 1878      | 68 × 37,5 cm      |                                                                                    | Collection particulière                                          |
|         | Portrait de Jacqueline Paton en robe noire                            | 1879      | 49 × 26,5 cm      |                                                                                    | Paris, Petit Palais                                              |
|         | Portrait d'Achille Werquin                                            | 1880      | 116 × 74 cm       |                                                                                    | Palais des beaux-arts de Lille                                   |
|         | Samson et Dalila (esquisse)                                           |           | 24 × 19 cm        |                                                                                    | Collection particulière                                          |
|         | Samson et Dalila (esquisse)                                           |           | 89 × 58 cm        |                                                                                    | Collection particulière                                          |
|         | Samson et Dalila                                                      | 1881      | 420 × 320 cm      |                                                                                    | Lille, musée des Beaux-Arts                                      |
|         | Autoportrait                                                          | 1881      | 41,5 × 33 cm      |                                                                                    | Paris, Petit Palais                                              |
|         | Portrait de Jacqueline Paton-Comerre                                  | 1881      | 41 × 32 cm        |                                                                                    | Paris, Petit Palais                                              |
|         | Portrait de Jules Paton                                               | 1883      | 46 × 38,3 cm      |                                                                                    | Musée des beaux-arts de Troyes                                   |
|         | Silène et les bacchantes                                              | 1883      | 500 × 315 cm      |                                                                                    | Musée des beaux-arts de Marseille                                |
|         | Marie Madeleine                                                       | 1884      |                   |                                                                                    | Localisation inconnue                                            |
|         | Pierrot jouant de la mandoline (esquisse)                             | 1884      | 25 × 14 cm        |                                                                                    | Paris, Petit Palais                                              |
|         | Pierrot jouant de la mandoline                                        | 1884      | 206 × 110 cm      |                                                                                    | Gap, Musée Muséum départemental des Hautes-Alpes                 |
|         | Le Jour (esquisse)                                                    | 1884      | 96 × 48,5 cm      |                                                                                    | Paris, Petit Palais                                              |
|         | L'Automne, L'Hiver, L'Eau, La Nuit (esquisses)                        | 1884      | 43,7 × 135 cm     |                                                                                    | Paris, Petit Palais                                              |
|         | Le Jour, La Terre, Le Printemps, L'Eté (esquisses)                    | 1884      | 44 × 118 cm       |                                                                                    | Paris, Petit Palais                                              |
|         | L'Étude des Sciences et des Arts (esquisse)                           | 1884      | 44 × 78 cm        |                                                                                    | Paris, Petit Palais                                              |
|         | La Fortune et l'Abondance (esquisses)                                 | 1884      | 44 × 43,5 cm      |                                                                                    | Paris, Petit Palais                                              |
|         | Le Destin, ou Chronos et les trois Parques                            | 1884      | 45 × 45,6 cm      |                                                                                    | Paris, Petit Palais                                              |
|         | Le Travail                                                            | 1884      | 51,2 × 68,2 cm    |                                                                                    | Paris, Petit Palais                                              |
|         | Le Jour                                                               | 1885      |                   | panneau de la salle des fêtes de la mairie du IVe arrondissement                   | Paris, mairie du IVe arrondissement                              |
|         | La Nuit                                                               | 1885      |                   | panneau de la salle des fêtes de la mairie du IVe arrondissement                   | Paris, mairie du IVe arrondissement                              |
|         | La Fortune                                                            | 1885      |                   | panneau de la salle des fêtes de la mairie du IVe arrondissement                   | Paris, mairie du IVe arrondissement                              |
|         | L'Abondance                                                           | 1885      |                   | panneau de la salle des fêtes de la mairie du IVe arrondissement                   | Paris, mairie du IVe arrondissement                              |
|         | Le Destin                                                             | 1885      |                   | panneau nord en hémicycle de la salle des fêtes de la mairie du IVe arrondissement | Paris, mairie du IVe arrondissement                              |
|         | L'Étude des Sciences et des Arts                                      | 1885      |                   | panneau sud en hémicycle de la salle des fêtes de la mairie du IVe arrondissement  | Paris, mairie du IVe arrondissement                              |
|         | Le Printemps                                                          | 1885      |                   | panneau de la salle des fêtes de la mairie du IVe arrondissement                   | Paris, mairie du IVe arrondissement                              |
|         | L'Été                                                                 | 1885      |                   | panneau de la salle des fêtes de la mairie du IVe arrondissement                   | Paris, mairie du IVe arrondissement                              |
|         | L'Automne                                                             | 1885      |                   | panneau de la salle des fêtes de la mairie du IVe arrondissement                   | Paris, mairie du IVe arrondissement                              |
|         | L'Hiver                                                               | 1885      |                   | panneau de la salle des fêtes de la mairie du IVe arrondissement                   | Paris, mairie du IVe arrondissement                              |
|         | La Terre                                                              | 1885      |                   | panneau en dessus-de-porte de la mairie du IVe arrondissement                      | Paris, mairie du IVe arrondissement                              |
|         | L'Eau                                                                 | 1885      |                   | panneau en dessus-de-porte de la mairie du IVe arrondissement                      | Paris, mairie du IVe arrondissement                              |
|         | La Poupée de Cosette, ou Cosette endormie                             | 1885      | 80 × 119          |                                                                                    | Trélon, mairie                                                   |
|         | Portrait de Raphaël Duflos dans le rôle de Don Carlos d'Hernani       | vers 1885 | 32 × 23,7 cm      |                                                                                    | Paris, musée Carnavalet                                          |
|         | La Petite Fille au cerceau                                            | 1886      | 141 × 83 cm       |                                                                                    | Trélon, mairie                                                   |
|         | Portrait de Raphaël Duflos dans le rôle de Don Carlos d'Hernani       | 1887      | 158 × 94 cm       |                                                                                    | Paris, Comédie-Française                                         |
|         | Portrait de Madame Jacques Vincent                                    | 1887      |                   |                                                                                    |                                                                  |
|         | Odalisque                                                             | 1887      | 51 × 36 cm        |                                                                                    | Collection particulière                                          |
|         | Célimène                                                              | 1892      | 305 × 99 cm       |                                                                                    | Paris, théâtre de l'Odéon                                        |
|         | Phèdre                                                                | 1892      | 305 × 99 cm       |                                                                                    | Paris, théâtre de l'Odéon                                        |
|         | Le Chapeau à plumes                                                   | 1892      | 150 × 84,5 cm     |                                                                                    | Trélon, mairie                                                   |
|         | Portrait de la femme de l'artiste                                     | 1892      | 202,5 × 102 cm    |                                                                                    | Musée des beaux-arts de Strasbourg                               |
|         | Vénus et l'Amour                                                      | 1896      |                   |                                                                                    | Lyon, Conseil général du Rhône                                   |
|         | Fleurs                                                                | 1896      |                   |                                                                                    | Lyon, Conseil général du Rhône                                   |
|         | La Musique                                                            | 1896      |                   |                                                                                    | Lyon, Conseil général du Rhône                                   |
|         | L'Automne                                                             | 1896      |                   |                                                                                    | Lyon, Conseil général du Rhône                                   |
|         | L'Été                                                                 | 1896      |                   |                                                                                    | Lyon, Conseil général du Rhône                                   |
|         | La Ville de Lyon                                                      | 1896      |                   |                                                                                    | Lyon, Conseil général du Rhône                                   |
|         | La Saône et le Rhône                                                  | 1896      |                   |                                                                                    | Lyon, Conseil général du Rhône                                   |
|         | Le Triomphe de Vénus                                                  | 1896      |                   |                                                                                    | Lyon, Conseil général du Rhône                                   |
|         | La Grèce antique se dévoile à l'Archéologie                           | 1898      | 350 × 550 cm      | Panneau de l'amphithéâtre d'archéologie (amphithéâtre Guizot) à la Sorbonne        | Paris, Université Paris-Sorbonne                                 |
|         | Bicyclette au Vésinet                                                 | 1903      | 199 × 115 cm      |                                                                                    | Paris, Petit Palais                                              |
|         | La Charlotte d'Alphonsine                                             | 1905      | 69 cm de diamètre |                                                                                    | Paris, Petit Palais                                              |
|         | L'Araignée                                                            | vers 1905 | 150 de diamètre   |                                                                                    | Amiens, musée de Picardie                                        |
|         | Un manteau légendaire                                                 | 1906      |                   |                                                                                    |                                                                  |
|         | Le Triomphe du cygne                                                  | 1908      | 100 × 143 cm      |                                                                                    | Collection particulière                                          |
|         | La Cigale                                                             | 1909      |                   |                                                                                    |                                                                  |
|         | Au soleil                                                             | 1910      | 237 × 151 cm      |                                                                                    | Paris, Petit Palais                                              |
|         | Portrait de Mademoiselle S. A.                                        | 1910      |                   |                                                                                    |                                                                  |
|         | Tête de femme (étude pour Le Déluge)                                  | vers 1911 | 25 × 25 cm        |                                                                                    | Musée des beaux-arts de Nantes                                   |
|         | Le Déluge                                                             | 1911      | 345 × 448 cm      |                                                                                    | Musée des beaux-arts de Nantes                                   |
|         | Portrait de Madame Alphonse Franck et sa fille                        | 1911      |                   |                                                                                    |                                                                  |
|         | La Veillée de l'ange                                                  | 1912      |                   |                                                                                    |                                                                  |
|         | Portrait de Madame J.H. S.                                            | 1912      |                   |                                                                                    |                                                                  |
|         | "La belle liseuse"                                                    | 1912      |                   |                                                                                    |                                                                  |
|         | Portrait de Madame Jean Maillard-Norbert                              | 1913      | 220 × 96,5 cm     |                                                                                    | Paris, Petit Palais                                              |
|         | Fleur d'Andalousie (esquisse)                                         | 1913      | 39 × 71 cm        |                                                                                    | Collection particulière                                          |
|         | Fleur d'Andalousie                                                    | 1913      |                   |                                                                                    |                                                                  |
|         | La Casquette de Poiret                                                | 1914      | 47 × 56 cm        |                                                                                    | Paris, Petit Palais                                              |
|         | En l'absence du peintre                                               | 1914      |                   |                                                                                    |                                                                  |
|         | Pluie d'or                                                            |           | 118,5 × 177,5 cm  |                                                                                    | Paris, Petit Palais                                              |
|         | Espagnole                                                             |           | 70 × 49,5 cm      |                                                                                    | Paris, Petit Palais                                              |
|         | Portrait du statuaire Laoust                                          |           | 46 × 38 cm        |                                                                                    | Douai, musée de la Chartreuse                                    |
|         | Portrait de Suzanne Hudelo, née Armand, assise dans un jardin d'hiver |           | 198 × 129,5 cm    |                                                                                    | Collection particulière                                          |
|         | L'Assassinat de saint Thomas Becket                                   |           | 114 × 146 cm      |                                                                                    | Trélon, mairie                                                   |
|         | Portrait de femme au chapeau noir                                     |           | 60,5 × 46 cm      |                                                                                    | Trélon, mairie                                                   |
|         | Portrait de femme en tenue de bal                                     |           | 89 × 68,5 cm      |                                                                                    | Trélon, mairie                                                   |
|         | Portrait de Géo en clown blanc                                        |           | 38,5 × 30,5 cm    |                                                                                    | Trélon, mairie                                                   |
|         | Étude de tête féminine sur fond bleu                                  |           | 55 × 46 cm        |                                                                                    | Trélon, mairie                                                   |
|         | Le Clin d’œil                                                         |           | 53 × 37,5 cm      |                                                                                    | Trélon, mairie                                                   |
|         | Fillette en costume                                                   |           | 125,5 × 65 cm     |                                                                                    | Collection particulière                                          |
|         | Le Repos de l'Almée                                                   |           | 51,5 × 80 cm      |                                                                                    | Collection particulière                                          |
|         | Jeune élégante en yole                                                |           | 46,5 × 32,5 cm    |                                                                                    | Chatou, maison Fournaise                                         |
|         | Une Beauté classique                                                  |           | 68,5 × 50,1 cm    |                                                                                    | Collection particulière                                          |
|         | Jeune fille à la bougie                                               |           | 69 × 50 cm        |                                                                                    | Collection particulière                                          |